# Sabrina Cakmakli
Sabrina Cakmakli (* 25. November 1994 in Immenstadt im Allgäu) ist eine deutsche Freestyle-Skierin.
Cakmakli kam im Jahr 2009 zum Freestyle und startete anfangs ausschließlich im Slopestyle. In dieser Disziplin feierte sie früh verschiedene Erfolge, so etwa zwei Gesamtsiege bei der Wirschanzen-Tour in den Jahren 2011 und 2012 sowie einen dritten Rang bei den Austrian Freeski Open. 2012 trat sie dem SC Partenkirchen bei. Im März 2012 nahm sie an der Freestyle-Junioren-Skiweltmeisterschaft in Chiesa in Valmalenco teil und erreichte dort den zehnten Rang. Die Saison 2012/13 endete für Cakmakli frühzeitig, nachdem sie sich im Januar 2013 beim Training für den Weltcup in Copper Mountain bei einem schweren Sturz das Kreuzband gerissen und beide Menisken beschädigt hatte. Es folgten eine Operation und sechs Monate Physiotherapie und Rehabilitation, ehe die 18-Jährige ab dem Juli wieder in Neuseeland im Winter der Südhalbkugel trainieren konnte. Neben dem Slopestyle startete sie nun auch in der für die Knie schonenderen Halfpipe und erreichte dort beim Weltcupauftakt in Cardrona den 21. Rang und damit erste Weltcup-Punkte. Bei weiteren Wettkämpfen in Neuseeland platzierte sich Cakmakli auf den Rängen elf (bei den New Zealand Freeski Open) und zwei (beim Rail Contest).
Um sich für die Olympischen Winterspiele in Sotschi zu qualifizieren, fehlte zu diesem Zeitpunkt noch ein Resultat unter den besten Zwölf, das sie Anfang Januar 2014 beim Weltcup in Calgary erreichte. Damit erfüllte sie die internen Kriterien des Deutschen Skiverbandes und wurde am 23. Januar 2014 vom DOSB für das deutsche Olympiateam nominiert. Im Weltcup belegte sie am 28. Februar 2015 in Park City erstmals eine Podestplatzierung. 2020 wechselte sie zum Snowgau Freestyle Team.